# جبل النايع
جبل النايع يقع غرب منطقة القصيم غرب محافظة الرس بحوالي 90 كم. على طريق الهمجة الذي يتجه إلى ضرية وعفيف وإلى مكة المكرمة، وهو من ضمن الجبال الواقعة في ديار بني عمرو من حرب. ويقع بقربة بلدة النايع من جهة الجنوب ومبهل أيضأ. والنايع و مبهل ديار البدارين من بني عمرو ومن جهة الشمال مركز مظيفير للخضران من بني عمرو.